# Dicranomyia (Dicranomyia) multispina
Dicranomyia (Dicranomyia) multispina is een tweevleugelige uit de familie steltmuggen (Limoniidae). De soort komt voor in het Australaziatisch gebied.